# Olsenbandets stora kupp
Olsenbandets stora kupp (danska: Olsen-bandens store kup) är en dansk komedifilm från 1972 i regi av Erik Balling, efter manus av Balling och Henning Bahs. Det är den fjärde av fjorton Olsen-banden-filmer. Filmen har också skapats som en serie med teckningar av Otto Frello.

## Handling
Egon, Benny och Kjeld lyckas stjäla miljontals danska kronor för att sedan gömma dem i en väska på ett badhus. Deras fiender "Kungen" och "Knekten" stjäl pengarna från dem, men Egon lyckas till slut ta tillbaka bytet.

## Om filmen

### Visningar
Premiären av filmen ägde rum i Danmark 6 oktober 1972 och i Sverige 16 april 1973.

### Norsk version
Handlingen i filmen var inspiration till den norska filmen Olsenbanden möter kungen och knekten från 1974.

### Jönssonligan
Bitar ur filmen kom sedan att filmas om i Jönssonligan får guldfeber från 1984.

## Rollista
- Ove Sprogøe - Egon Olsen
- Morten Grunwald - Benny Frandsen
- Poul Bundgaard - Kjeld Jensen
- Kirsten Walther - Yvonne Jensen
- Arthur Jensen - Kungen
- Poul Reichhardt - Knægten
- Jesper Langberg - Mortensen
- Bjørn Watt Boolsen - Polischefen
- Helle Virkner - Højesteretssagførerens hustru
- Asbjørn Andersen - Højesteretssagfører
- Jes Holtsø - Børge Jensen
- Annika Persson - Sonja
- Gotha Andersen - Badmästaren
- Gert Bastian - Bankchaufför
- Jørgen Beck - Hovmästare på hotell
- Edward Fleming - Lufthavnsbetjent
- Poul Glargaard - Pilot
- Poul Gregersen - Basist
- Børge Møller Grimstrup - Værkfører
- Tage Grønning - 2. violin
- Gunnar Hansen - Kommentator vid fotbollsmatch (röst)
- Ove Verner Hansen - Köpmannen
- Knud Hilding - Betjent
- Kay Killian - Pianist
- Anton Kontra - 1. violin
- Bertel Lauring - Tjener på hotel
- Ernst Meyer - Bankfunktionær
- Jens Okking - Köksmästare
- Søren Rode - Fremmedarbejder
- Claus Ryskjær - Expedit i klädaffär
- Bjørn Spiro - Bankchaufför
- Karl Stegger - Tjener
- Søren Strømberg - TV-speaker
- Solveig Sundborg - Grannfrun
- Bent Thalmay - Bud från pälsfirma
- Poul Thomsen - Pilot
- Bent Vejlby - Lufthavnsbetjent
- Holger Vistisen - Receptionist på hotell
- Bent Warburg - TV-regissör
- Henrik Wiehe - Man i fly[4]